# Katharinenbach
Katharinenbach ist ein Wohnplatz, der zur Stadt Lohmar im Rhein-Sieg-Kreis in Nordrhein-Westfalen gehört. 

## Geographie
Katharinenbach liegt im Nordosten der Stadt Lohmar. Umliegende Ortschaften und Weiler sind Schönenberg im Norden und Nordosten, Klefhaus im Osten, Höffen, Hohn und Kattwinkel im Südosten, Münchhof im Süden, Emmersbach und Wahlscheid im Südwesten, Wahlscheid im Westen und Nordwesten.
Nordwestlich vom Ort Katharinenbach entspringt der Katharinenbach, ein orographisch rechter Nebenfluss des Hohner Bachs. Südöstlich von Katharinenbach fließt der Klefhauser Bach entlang, ein rechter Nebenfluss des Hohner Bachs. Südlich von Katharinenbach fließt der Hohner Bach, ein linker Nebenfluss der Agger.

## Geschichte
Im Jahre 1885 hatte Katharinenbach acht Einwohner, die in einem Einzelhaus lebten.
Bis 1969 gehörte Katharinenbach zu der bis dahin eigenständigen Gemeinde Wahlscheid.

## Hof Katharinenbach
- Der Hof Katharinenbach steht unter Denkmalschutz.[3]

## Verkehr
Nächstgelegene Durchgangsstraßen für Katharinenbach sind die östlich des Ortes verlaufende Kreisstraße 34 sowie die nördlich und westlich von Katharinenbach verlaufende Straße zwischen Wahlscheid und Höffen.